# 上海国际成人用品展
上海国际成人用品展是在中國上海舉辦的成人性生活用品和生殖健康用品的展览会。上海国际成人用品展始于2004年，举办方为中展集团公司，举办理念为“以贸易为导向、以需求为宗旨、以发展为目标”。

## 名称
上海国际成人用品展也简称“上海国际成人展”。

## 历届展览
| 届次   | 时间                        | 名称                                   | 地点                             |
| ------ | --------------------------- | -------------------------------------- | -------------------------------- |
| 第一届 | 2004年3月12日-2004年3月15日 | 第一届中国国际成人保健及生殖健康展览会 | 上海国际展览中心                 |
| 第二届 | 2005年3月11日-2005年3月11日 | 第二届中国国际成人保健及生殖健康展览会 | 上海国际展览中心                 |
| 第三届 | 2006年3月13日-2006年3月16日 | 第三届中国国际成人保健及生殖健康展览会 | 上海国际展览中心                 |
| 第四届 | 2007年3月10日-2007年3月13日 | 第四届中国国际成人保健及生殖健康展览会 | 上海国际展览中心                 |
| 第五届 | 2008年3月12日-2008年3月15日 | 第五届中国国际成人保健及生殖健康展览会 | 上海国际展览中心                 |
| 第六届 | 2009年3月11日-2009年3月13日 | 第六届中国国际成人保健及生殖健康展览会 | 上海国际展览中心                 |
| 第七届 | 2010年3月12日-2010年3月15日 | 第七届中国国际成人保健及生殖健康展览会 | 上海国际展览中心                 |
| 第八届 | 2011年3月11日-2011年3月13日 | 第八届中国国际成人保健及生殖健康展览会 | 上海国际展览中心                 |
| 第九届 | 2012年3月16日-2012年3月18日 | 第九届中国国际成人保健及生殖健康展览会 | 上海国际展览中心                 |
| 第十届 | 2013年4月12日-2013年4月14日 | 第十届中国国际成人保健及生殖健康展览会 | 上海国际展览中心（娄山关路88号） |

## 参展公司

### 中国
- 百乐
- 夏奇
- 正天
- 桔色
- 艾美
- 乐康
- 蓝天
- 刁氏
- 日神

### 日本
- SOD
- RENDS
- 日暮里gift

### 美国
- 百时美施贵宝公司
- 理想国际有限公司

### 瑞典
LELO

## 承办单位

### 主办单位
- 中国国际展览中心集团公司

### 协办单位
- 北京中展海外展览有限公司

### 后援单位
- 上海市生殖健康产业协会
- 性商网（www.chinasexq.com）
- 北京尚仕兴源国际保健品市场
- 中华性文化博物馆